# Anna Beresneva
Anna Beresneva, née le 14 septembre 1987, est une handballeuse moldave.

## Palmarès

### En club
- Vainqueur du Championnat de Biélorussie en 2008